# Aciclovir

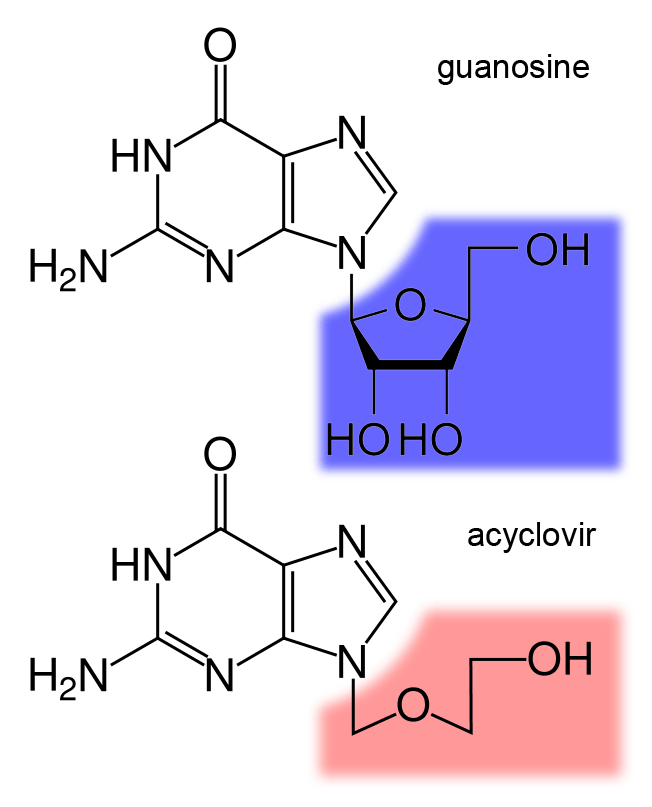
Estructures comparades de la guanosina i l'aciclovir

L'aciclovir és un fàrmac antiviral anàleg de la guanosina amb el nom químic de acicloguanosina (abreviat com a ACV). És dels fàrmacs més utilitzats en el tractament de les infeccions produïdes per la família del virus herpes humà (VHH), entre les quals s'inclouen l'herpes genital, l'herpes labial, l'herpes zòster, la varicel·la i la mononucleosi infecciosa.
Aquest fàrmac impedeix la replicació viral disminuint l'extensió i la durada de la malaltia.

## Història
El descobriment de l'aciclovir va ser considerat el començament d'una nova era en la teràpia antiviral, ja que és extremadament selectiu i posseeix un baix nivell en citotoxicitat. La base per a la síntesi d'aciclovir van ser els nucleòsids aïllats d'una esponja del Carib, Cryptotethya crypta. Aquest fet va ser descobert per Howard Schaffer després del seu treball amb Robert Vince, Bittner S. i S. Gurwara sobre l'acicloadenosina com a anàloga de l'adenosina, que va mostrar una activitat antiviral prometedora.
L'any 1962, Schaffer va engegar un procés de recerca en fàrmacs antivirals en els laboratoris de  Burroughs Wellcome & Company (actualment GlaxoSmithKline) amb la farmacòloga Gertrude B. Elion, que va portar al descobriment l'any 1974 de l'Aciclovir.
L'any 1977 se'n van iniciar les proves clíniques, que van conduir el 1982 a la producció de l'aciclovir tòpic.
La farmacòloga Gertrude Belle Elion i George H. Hitchings van rebre el Premi Nobel de Medicina el 1988 a causa, en part, al desenvolupament d'aquest compost.
El Dr. Richard Whitley, investigador de la Universitat d'Alabama a Birmingham i pioner en la teràpia antiviral, va ser el primer a fer servir amb èxit el fàrmac en humans.

## Mecanisme d'acció
L'aciclovir difereix d'anteriors anàlegs de nucleòsids en què només conté una part de l'estructura del nucleòsid: l'anell del sucre se substitueix per una estructura de cadena oberta. L'aciclovir és convertit selectivament en aciclo-guanosina monofosfat (aciclo-GMP) per la timidina-cinasa viral, que és molt més eficaç (unes 3.000 vegades) fosforilant que la timidina-cinasa cel·lular. Posteriorment, la forma monofosfat és fosforilada en la forma activa trifosfat, l'aciclo-guanosina trifosfat (aciclo-GTP), per les cinases cel·lulars. L'aciclo-GTP té una afinitat aproximadament 100 vegades més gran per la polimerasa viral que per la cel·lular. Com a substrat, aciclo-GTP s'incorpora a l'ADN viral, donant com a resultat l'acabament prematur de la cadena. Encara que l'aciclovir s'assembla a un nucleòtid, no té un extrem 3'. Aquest fet produeix que després de la seva incorporació en una cadena d'ADN en creixement, no es poden afegir més nucleòtids en aquest extrem de la cadena. També s'ha demostrat que els enzims virals no poden eliminar aciclo-GTP de la cadena, a causa de la inhibició de l'activitat addicional de l'ADN polimerasa. L'aciclo-GTP es metabolitza ràpidament dins de la cèl·lula, possiblement mitjançant fosfatases cel·lulars.
En resum, l'aciclovir pot considerar-se un profàrmac: s'administra de forma inactivada (o menys activa de com és normalment) i que, una vegada que s'ha administrat, es metabolitza al cos a la forma activa.

## Microbiologia
L'aciclovir és actiu contra la majoria de les espècies de la família dels herpesvirus. En ordre descendent d'activitat de l'aciclovir:
- Virus de l'kerpes simple tipus I (HSV-1)
- Virus de l'herpes simple tipus II (HSV-2)
- Virus de l'herpes zòster (VZV)
- Virus de Epstein-Barr (EBV)
- Citomegalovirus (CMV)

L'activitat és predominantment contra HSV i en un menor grau contra el VZV. És d'eficàcia limitada contra l'EBV i el CMV. És inactiu contra els virus latents en els ganglis nerviosos.

## Resistència
La resistència a l'aciclovir és rara, però és més comuna en pacients crònics que reben profilaxi prolongada amb antivirals (pacients trasplantats, persones amb síndrome d'immunodeficiència adquirida a causa de la infecció per VIH). Els mecanismes de resistència de l'HSV poden ser produïdes per una timidina-cinasa viral deficient o per mutacions de la timidina-cinasa viral i/o DNA polimerasa, alterant la sensibilitat al substrat. L'aciclovir també ha demostrat resistència creuada amb el valaciclovir i el famciclovir.

## Farmacocinètica
L'Aciclovir és poc soluble en aigua i té poca biodisponibilitat oral (15-30%), per tant, l'administració intravenosa és necessària si calen altes concentracions. Quan s'administra oralment, la concentració plasmàtica màxima es produeix 1-2 hores després de la ingesta. L'Aciclovir té una taxa de distribució alta i la unió a proteïna varia entre 9 i 33%. La vida mitjana d'eliminació d'aciclovir és d'aproximadament d'unes 3 hores. S'excreta per via renal, en part per filtració glomerular i en part per secreció tubular.
La baixa biodisponibilitat oral es pot millorar mitjançant l'administració de Valaciclovir, que té una biodisponibilitat oral aproximadament del 55%. El Valaciclovir es converteix a continuació a Aciclovir per esterases hepàtiques de primer pas.